# Тиштрия
Тиштрия (Tištrya, авест. 𐬙𐬌𐬱𐬙𐬭𐬌𐬌𐬀) или Рузаханг — название на авестийском языке зороастрийского доброжелательного божества, связанного с приносящими жизнь ливнями и плодородием. Тиштрия — это Тир в средне- и современном персидском. Этому божеству посвящён один из поздних гимнов Авесты — «Тиштр Яшт» (Tištar Yašt).

## Роль в мифологии
Как видно из архаичного контекста, в котором Тиштрия фигурирует в текстах Авесты, божество почти наверняка имеет индоиранское происхождение. Тиштрия отождествляется со звездой Сириус. Возможно, ведический персонаж Тишья (Tiṣya) соответствует авестийскому Тиштрии. Одна из предложенных этимологий этого имени, основанная на ведийском предании о Тишье, предполагает связь между Сириусом-Тиштрией и поясом Ориона: ведийский Тишья пускает стрелу (пояс Ориона) в божество Праджапати; поэтому Тиштрия может выводиться из индоевропейского *tri-str-o-m «группа из трёх звёзд».
В гимне Авесты Тиштрия участвует в космической борьбе против демона Апаоши, приносящего засуху. Согласно мифу, в облике чисто-белого коня с золотыми ушами и уздечкой бог сражался с демоном, который, напротив, принял форму страшного чёрного коня. Перед сражением Тиштрия принял три разных облика: пятнадцатилетнего юноши, быка с золотыми рогами, и, наконец, чисто-белого коня. Вскоре Апаоша одержал верх над Тиштрией, который был ослаблен из-за отсутствия достаточного количества молитв и жертв от человечества. Язаты продолжили взывать к Создателю Ахура Мазде, который сам затем вмешался, принеся жертву Тиштрии. Вдохновленный силой, принесённой этой жертвой, Тиштрия смог победить Апаошу и дожди оросили иссохшие поля и пастбища. Эта история служит для того, чтобы подчеркнуть важность жертвоприношений в религиозной традиции.
Ещё одним деянием Тиштрии считалась победа над демоницами (pairikā), в том числе над ведьмой по имени «Дужьярья» (Dužyāiryā), имя которой переводится, как «плохой год» или «плохая жатва».
В пехлевийских источниках Тиштрия фигурирует как повелитель звёзд восточной стороны неба, в том числе созвездия Малого Пса, которое именовалось «Тиштрияэни» (Tištryaēnī) и Плеяд; над западом господствовал Ванант (Вега), над югом — Сатавайса (Антарес), над севером — Хаптоиринга (Большая Медведица).
В зороастрийском религиозном календаре 13-й день месяца и 4-й месяц года посвящены Тиштрии/Тиру. В иранском гражданском календаре, который наследует названия своих месяцев от зороастрийского календаря, четвёртый месяц также называется Тир.
В течение Ахеменидского периода Тиштрия был объединён с семитским Набу-Тири, который также был связан с Сириусом. Праздник Тирган, ранее связанный с божеством *Тири (реконструированное название), был также ассоциирован с Тиштрией. В эллинский период Тиштрия стал ассоциироваться с пифийским Аполлоном, покровителем Дельф и, следовательно, с божеством оракулов.